# Feketevölgy község
Feketevölgy község (románul: Comuna Poiana Vadului) község Fehér megyében, Romániában. Központja Feketevölgy, beosztott falvai Costești (Feketevölgy község), Duduieni, Făgetu de Jos, Făgetu de Sus, Hănășești, Lupăiești, Morcănești, Petelei, Păștești, Stănești.

## Népessége
A 2011-es népszámlálás adatai alapján a község népessége 1139 fő volt.